# Tomás Galván
Tomás Ezequiel Galván (El Talar, Buenos Aires, Argentina, 11 de abril de 2000) es un futbolista argentino. Se desempeña como volante ofensivo y su equipo actual es Vélez Sarsfield de la Primera División de Argentina.

## Trayectoria

### River Plate[1]
Debutó el 16 de mayo de 2021 en el empate 1-1 frente a Boca Juniors en La Bombonera, ingresando en el segundo tiempo.

### Defensa y Justicia
El 25 de enero de 2022 llega cedido por un año a Defensa y Justicia.

### Colón
El 10 de enero de 2023 llega cedido por un año a Colón.

### Tigre
El 3 de enero del 2024 fue cedido por 1 año al "matador".

### Vélez
El 31 de enero de 2025 fue cedido por un año.

## Estadísticas
- Actualizado hasta el 20 de agosto de 2025.

| Club | Div.                | Temporada           | Liga  | Liga  | Liga   | Copas Nacionales (1) | Copas Nacionales (1) | Copas Nacionales (1) | Copas Internacionales (2) | Copas Internacionales (2) | Copas Internacionales (2) | Total | Total | Total  | Medida goleadora(3) |
| Club | Div.                | Temporada           | Part. | Goles | Asist. | Part.                | Goles                | Asist.               | Part.                     | Goles                     | Asist.                    | Part. | Goles | Asist. | Medida goleadora(3) |
| --- | ------------------- | ------------------- | ----- | ----- | ------ | -------------------- | -------------------- | -------------------- | ------------------------- | ------------------------- | ------------------------- | ----- | ----- | ------ | ------------------- |
| River Plate Argentina |                     |                     |       |       |        |                      |                      |                      |                           |                           |                           |       |       |        |                     |
| 1.ª | 2021                | 6                   | 0     | 0     | 2      | 0                    | 0                    | Inexistentes         | Inexistentes              | Inexistentes              | 8                         | 0     | 0     | 0,00   |                     |
| Total club | Total club          | 6                   | 0     | 0     | 2      | 0                    | 0                    | 0                    | 0                         | 0                         | 8                         | 0     | 0     | 0,00   |                     |
| Defensa y Justicia Argentina |                     |                     |       |       |        |                      |                      |                      |                           |                           |                           |       |       |        |                     |
| 1.ª | 2022                | 18                  | 1     | 0     | 13     | 1                    | 1                    | 1                    | 0                         | 0                         | 32                        | 2     | 1     | 0,06   |                     |
| Total club | Total club          | 18                  | 1     | 0     | 13     | 1                    | 1                    | 1                    | 0                         | 0                         | 32                        | 2     | 1     | 0,06   |                     |
| Colón Argentina |                     |                     |       |       |        |                      |                      |                      |                           |                           |                           |       |       |        |                     |
| 1.ª | 2023                | 13                  | 0     | 0     | 16     | 7                    | 0                    | Inexistentes         | Inexistentes              | Inexistentes              | 29                        | 7     | 0     | 0,24   |                     |
| Total club | Total club          | 13                  | 0     | 0     | 16     | 7                    | 0                    | 0                    | 0                         | 0                         | 29                        | 7     | 0     | 0,24   |                     |
| Tigre Argentina |                     |                     |       |       |        |                      |                      |                      |                           |                           |                           |       |       |        |                     |
| 1.ª | 2024                | 27                  | 2     | 4     | 10     | 0                    | 0                    | Inexistentes         | Inexistentes              | Inexistentes              | 37                        | 2     | 4     | 0,05   |                     |
| Total club | Total club          | 27                  | 2     | 4     | 10     | 0                    | 0                    | 0                    | 0                         | 0                         | 37                        | 2     | 4     | 0,05   |                     |
| Vélez Sarsfield Argentina |                     |                     |       |       |        |                      |                      |                      |                           |                           |                           |       |       |        |                     |
| 1.ª | 2025                | 11                  | 1     | 0     | 2      | 1                    | 0                    | 3                    | 1                         | 0                         | 16                        | 3     | 0     | 0,18   |                     |
| Total club | Total club          | 11                  | 1     | 0     | 2      | 1                    | 0                    | 3                    | 1                         | 0                         | 16                        | 3     | 0     | 0,18   |                     |
| Total en su carrera | Total en su carrera | Total en su carrera | 75    | 4     | 4      | 43                   | 9                    | 1                    | 4                         | 1                         | 0                         | 122   | 14    | 5      | 0,11                |
| (1) Las copas nacionales se refiere a la Copa Argentina, la Copa de la Liga y la Supercopa Internacional. (2) Las copas internacionales se refiere a la Copa Sudamericana y la Copa Libertadores. (3) Media de goles por encuentro. No incluye goles en partidos amistosos. |                     |                     |       |       |        |                      |                      |                      |                           |                           |                           |       |       |        |                     |

## Palmarés

### Campeonatos nacionales
| Título                  | Club            | País      | Año  |
| ----------------------- | --------------- | --------- | ---- |
| Primera División        | River Plate     | Argentina | 2021 |
| Trofeo de Campeones     | River Plate     | Argentina | 2021 |
| Supercopa Internacional | Vélez Sarsfield | Argentina | 2024 |